# زایکوفکا
زایکوفکا (به لاتین: Zaykovka) یک از منطقهٔ مسکونی در روسیه است که در بخش کراسنویارسکی، استان آستراخان واقع شده‌است.